# Chromecast
Chromecast je digitalni media player kojeg je razvio Google. On omogućava zrcaljenje sadržaja s mobilnog uređaja ili računala s TV-om.
Prva generacija Chromecasta predstavljena je 24. srpnja 2013. godine.
U rujnu 2015. predstavljen je Chromecast i Chromecast Audio.
Najnoviji model Chromecasta Ultra koji podržava 4K rezoluciju predstavljen je u studenom 2016.

## Značajke i rad
Chromecast nudi dva načina za streaming sadržaja: prvi su mobilne i web aplikacije koje podržavaju Chromecast, a drugi je zrcaljenje sadržaja iz Google Chromea ili mobilnog uređaja.
Za zrcaljenje sadržaja potrebno je spojiti Chromecast i uređaj s kojeg se sadržaj emitira na istu Wi-Fi mrežu.

## Hardver i dizajn

### Prva generacija
Izvorni Chromecastu u mjeri 2,83 inča (72 mm) u dužinu i ima HDMI priključak ugrađen u tijelo. U njemu se nalazi Marvell Armada 1500-mini 88DE3005 sustav na čipu kojeg pokreće ARM Cortex-A9 procesor.

### Druga generacija
Druga generacija Chromecasta je u obliku diska s kratkim HDMI kabelom.
Kabel je fleksibilan i može se magnetski pričvrstiti na uređaj.Model druge generacije koristi Marvell Armada 1500 Mini Plus 88DE3006 SoC, koji ima ARM Cortex-A7 procesor s 1,2 GHz.

### Chromecast Ultra
Chromecastu Ultra je sličan u dizajnu modela druge generacije, ali ima nadograđeni hardver koji podržava streaming 4K rezolucije sadržaja, kao i visoki dinamički raspon kroz HDR10 i Dolby Vision formata. 
Za razliku od prethodnih modela koji se mogu napajati preko USB priključka, Chromecast Ultra zahtijeva korištenje napajanjem za spajanje na zidnu utičnicu. Napajanje također nudi Ethernet priključak za žičanu vezu za udovoljavanje brzinama mreže potrebne za streaming 4K sadržaja.